# Architype Bayer
Architype Bayer is een geometrisch schreefloos lettertype gebaseerd op de experimenten van Herbert Bayer uit 1927. Bayer ageerde hiermee tegen het gebruik van hoofdletters in Duitse zelfstandig naamwoorden, door de hoofdletters te verbannen.
Zijn lettertype bevat karakters die op zogenaamde Carolingische minusculen lijken, zoals een hoofdletter 'K' verkleind tot x-hoogte. 
Architype Bayer maakt, naast vergelijkbare Architype-lettertypen, deel uit van een serie vroeg-twintigste-eeuwse experimentele lettertypen, in 1997 gedigitaliseerd door Freda Sack en David Quay van The Foundry in Londen.